# Heilig Hartbeeld (Schijndel)
Het Heilig Hartbeeld is een standbeeld in de Nederlandse plaats Schijndel.

## Achtergrond
Het neogotische Heilig Hartbeeld gemaakt door beeldhouwer Jan Custers, was een geschenk van de parochianen aan pastoor H. Donders die zijn zilveren jubileum vierde. Het werd 1 oktober 1922 door de burgemeester onthuld, waarna het werd ingezegend door de pastoor.
Het stond aanvankelijk bij de kruising van de Kluisstraat met de Hoofdstraat en is in 1957 naar de huidige locatie bij de Sint-Servatiuskerk verhuisd.

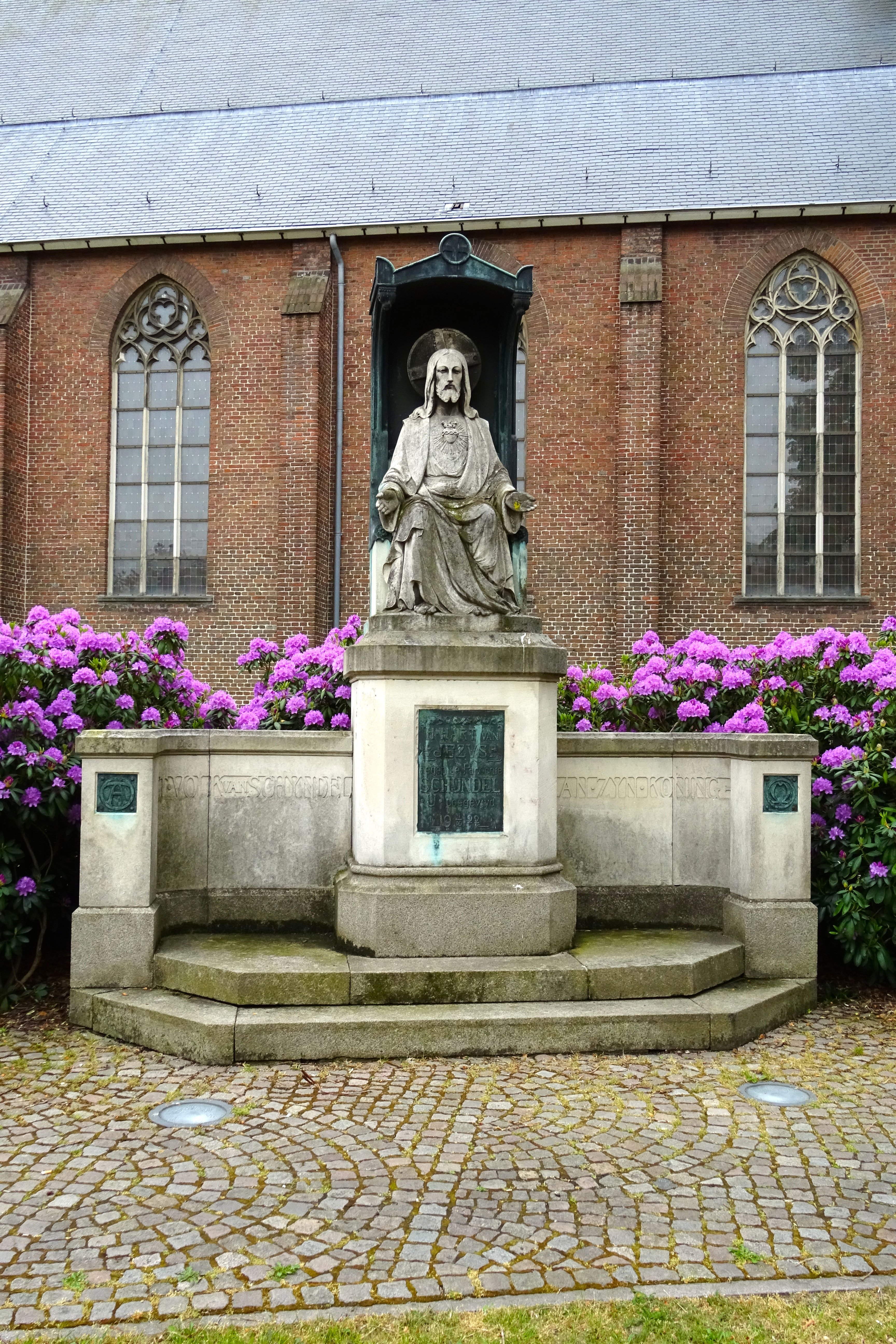
Totaaloverzicht

## Beschrijving
In tegenstelling tot wat gebruikelijk was, is de kalkstenen Christusfiguur zittend afgebeeld, geplaatst onder een bronzen baldakijn. Christus en het baldakijn dragen een kruisnimbus. Het geheel staat op een sokkel waarin drie bronzen plaquettes werden aangebracht.

## Rijksmonument
Het beeldhouwwerk werd in 2002 als rijksmonument ingeschreven in het monumentenregister, onder meer "wegens de grote kunsthistorische zeldzaamheid van een zittende, onder een baldakijn geplaatste Christus in combinatie met de sokkelmuurtjes en een divers materiaalgebruik."